# Tour della nazionale maschile di rugby a 15 dell'Inghilterra 1971
Nel 1971 una selezione nazionale inglese di rugby a 15 si reca in tour in Asia. È un tour ufficioso per cui ai giocatori non venne riconosciuto il "cap" ossia la presenza ufficiale nella nazionale.
| Osaka 24 settembre 1971 | Giappone | 19 – 27 | Inghilterra XV | (Hanazono) |

| Tokyo 28 settembre 1971 | Giappone | 3 – 6 | Inghilterra XV | (Chichibu) |

| Hong Kong 30 settembre 1971 | Hong Kong | 0 – 26 | Inghilterra XV |  |

| Singapore 3 ottobre 1971 | Singapore | 9 – 39 | Inghilterra XV |  |

| Colombo 6 ottobre 1971 | Sri Lanka | 11 – 40 | Inghilterra XV |  |

| Colombo 8 ottobre 1971 | Sri Lanka | 6 – 34 | Inghilterra XV |  |